# Малгобекское сельское поселение
Малгобе́кское се́льское поселе́ние — муниципальное образование в составе Моздокского района Республики Северная Осетия — Алания.
Административный центр — село Нижний Малгобек. 

## География
Муниципальное образование расположено в юго-западной части Моздокского района. В состав сельского поселения входит один населённый пункт. 
Площадь территории сельского поселения составляет — 24,17 км2.
Граничит с землями муниципальных образований: Сухотское сельское поселение на севере, Виноградненское сельское поселение на северо-востоке, Хурикауское сельское поселение на юге, а также с сельскими поселениями Ново-Хамидие и Нижний Курп на западе. 
Сельское поселение расположено на наклонной Кабардинской равнине у северных отрогов Терского хребта. Средние высоты на территории муниципального образования составляют около 214 метров над уровнем моря. Рельеф местности преимущественно равнинный с бугристыми возвышенностьями. С удалением на юг постепенно начинают возвышаться относительные высоты Терского хребта.
Долины реки Курп извилистая с крутыми склонами и обвалами. Овражистая долина полностью занята тонкой полосой леса. 
Гидрографическая сеть представлена в основном рекой Курп. Вдоль северной окраины муниципального образования проходит артерия Малокабардинского канала, от которого далее на восток ответвляется Надтеречный канал. 
Климат влажный умеренный с тёплым летом и прохладной зимой. Среднегодовая температура воздуха составляет около +10,5°С, и колеблется от средних +23,0°С в июле, до средних -2,5°С в январе. Минимальные температуры зимой редко отпускаются ниже -10°С, летом максимальные температуры достигают +35°С. Среднегодовое количество осадков составляет около 600 мм. Основная часть осадков выпадает в период с апреля по июнь. 

## История
До 1944 года Малгобекский сельсовет входил в состав Курпского района КБАССР. Затем передан в состав Моздокского района Северной Осетии. 
В 1992 году Малгобекский сельсовет реорганизован и преобразован в Малогбекскую сельскую администрацию. 
Статус и границы сельского поселения установлены Законом Республики Северная Осетия-Алания от 5 марта 2005 года № 16-рз «Об установлении границ муниципального образования Моздокский район, наделении его статусом муниципального района, образовании в его составе муниципальных образований - городского и сельских поселений и установлении их границ»

## Население
| 2002 | 2010 | 2011 | 2012 | 2013 | 2014 | 2015 |
| ---- | ---- | ---- | ---- | ---- | ---- | ---- |
| 494  | ↘407 | →407 | ↘402 | ↗408 | ↘407 | ↗410 |
| 2016 | 2017 | 2018 | 2019 | 2020 | 2021 | 2023 |
| ↘409 | ↗410 | ↗412 | ↘403 | ↘397 | ↗408 | ↘399 |
| 2024 | 2025 |      |      |      |      |      |
| ↘390 | ↘380 |      |      |      |      |      |

Процент от населения района — 0.47 %
Плотность — 15.72 чел./км2. 

## Состав поселения
| № | Населённый пункт | Тип населённого пункта       | Население | Доля от населения (%) |
| - | ---------------- | ---------------------------- | --------- | --------------------- |
| 1 | Нижний Малгобек  | село, административный центр | ↘380      | 100 %                 |

## Местное самоуправление
Администрация Малгобекского сельского поселения — село Нижний Малгобек, ул. Советская, 33.  
Структуру органов местного самоуправления сельского поселения составляют:
- Глава сельского поселения — Кусов Зубер Михайлович.
- Администрация Малгобекского сельского поселения — состоит из 4 человек.
- Совет местного самоуправления Малгобекского сельского поселения — состоит из 7 депутатов.

## Экономика
Основу экономики сельского поселения составляет сельское хозяйство. Наибольшее развитие получили выращивание злаковых и технических культур. 